# 小嶋修二
小嶋 修二（こじま しゅうじ、1999年4月28日 - ）は、日本の俳優。タイ（バンコク）出身。G-STAR.PRO所属。身長180センチメートル。

## 人物
小嶋 修二
Shuji Kojima
1999年生まれ　タイ・バンコク出身
東京都中野区堀越高等学校　卒業(2018)
趣味は作詞・作曲、写真、散歩。
特技はスケートボード、サッカー（ゴールキーパー）。

## 出演

### 映画
- ママレード・ボーイ（2018年）- 銀太の友人・小嶋 泰平  役
- 覚悟はいいかそこの女子。（2018年）- クラスメイト  役
- ギャングース（2018年）- 少年院の少年  役
- ラストレター （2020年）- 八重樫啓司役
- ペルセポネーの泪（2021年） - 重田 役

### ドラマ
- 新春ドラマスペシャル 「坊ちゃん」（2016年、フジテレビ）
- 覚悟はいいかそこの女子。（2018年、TBS）- クラスメイト  役
- この世界の片隅に（2018年、TBS）-  水兵 役
- 大河ドラマ いだてん～東京オリムピック噺（2019年、NHK）- 選手  役
- シリーズ横溝正史短編集||金田一耕助踊る！「貸しボ一ト十三号」（2020年、NHK）-　片山達吉役

### バラエティ
- 中居正広の金曜日のスマイルたちへ（2019年、TBS）- 高橋英樹  役

### CM・広告
- 香港元気寿司（2018年）
- 三ツ矢サイダー 三ツ矢andサザン2018「まっすぐな青春編」（2018年）
- Softbank×今日好きになりました。（2018年、インフォマーシャル）
- ショートムービー「ナラハ吹く」（2023年）

### MV
- 足立佳奈「ウタコク」（2019年、西堀真澄監督）
- 寺嶋由芙「恋の大三角関係」（2019年）
- 純烈「純烈のハッピーバースデー」（2019年）

### WEB
- イケメン・PLANET(2017年～2018年、TSUTAYATV）- レギュラー
- 告ったり、フラれたり(2019年、WEBドラマ）- 佐久間隼平  役